# Феодора Ангелина Палеологиня
Феодора Ангелина Палеологина ( греч . Θεοδώρα Άγγελίνα Παλαιολογίνα) — византийская аристократка и мать византийского императора Михаила VIII Палеолога, основателя династии Палеологов. Она была дочерью деспота Алексиоса Палеолога и Ирины Ангелины, дочери Алексиоса III Ангела и Евфросиньи Дукаины Каматера.

## Семья
Она была замужем за Андроником Палеологом, Великим доместиком Никейской империи. У Феодоры и Андроника было четверо детей:
- Мария Палеологина (монашеское имя Марфа), замужем за Никифором Тарханиотом .
- Ирина Комнина Палеологина (монашеское имя Евлогия), жена Иоанна Кантакузина; мать Анны, супруги Эпира, и Марии Палеологиной Кантакузены, супруги императрицы Болгарии.
- Михаил VIII Палеолог (1223 — 11 декабря 1282), первый византийский император из династии Палеологов.
- Иоанн Палеолог (1225/1230 – 1272/1273 или 1274/1275), деспот и севастократор.

## Рекомендации
1. ↑  Kazhdan, 1991, pp. 1557–1560.
2. ↑  Macrides, 2007, p. 116.
3. ↑  Europäische Stammtafeln Band 3.1, Tafel 198
4. ↑  Cheynet, Vannier, 1986, p. 178.